# Omán világörökségi helyszínei
Omán területéről eddig öt helyszín került fel a világörökségi listára, hét helyszín a javaslati listán várakozik a felvételre.
| | Bahlá erődje |
| 1987 |              |
| Kulturális (IV) |              |
| Hivatkozás: 433 |              |
| A fővárostól kétszáz kilométerre délre fekvő masszív erődöt a 17. században építették. A hely már az iszlám előtt is stratégiailag fontos megerősített hely volt. A Bahla-oázis felvirágzását a Banu Nabhani-dinasztiának köszönhette, amely már a 15. században ezt a települést tette meg Omán fővárosának. Az épületegyüttes feltételezhetően magába foglalja az iszlám előtti korszak szerkezeti elemeit is. Az erőd, amely az ománi agyagépítészet klasszikus alkotása kőalapra épített vályogfalakból áll, védelmét 15 kapuval és 132 toronnyal biztosították. Az oázist egy 12 kilométer hosszú és 5 méter magas szintén vályogtéglákból emelt fallal vették körbe. Az erőd lábánál fekszik a Péntek mecset, amely 14. századi faragott imafülkéjéről nevezetes. Az oázis műemlékei rendkívül rossz állapotban voltak amikor felkerültek a világörökségi listára mert korábban semmilyen állagmegóvó munkát nem végeztek rajtuk. 1988 és 2004 között a veszélyeztetett helyszínek listáján is szerepelt, ezután egy nemzetközi csapatnak hagyományos technikák alkalmazásával sikerült elvégezni a szükséges helyreállítási munkákat. Az épületegyüttes szerves egységet alkot a település piacával és egy pálmaligettel. |              |

| | Bát, al-Hutm és al-Ajn régészeti lelőhelyei |
| 1988 |                                             |
| Kulturális (III)(IV) |                                             |
| Hivatkozás: 434 |                                             |
| A világörökségi helyszín az azonos nevű oázis mellett fekvő Bát települést és temetőjét körülvevő területből, valamint két másik ásatási helyszínből, (el-Khutm és al-Ajn) áll. A régészeti feltárások bebizonyították, hogy a környék már az i. e. 3. évezredben is lakott volt, majd az évezred végére ismeretlen okokból elnéptelenedett. A térség szoros kapcsolatban állt Mezopotámiával és részt vett a vele folytatott rézkereskedelemben is. Bát területén egy erődöt négy toronnyal és egy település maradványait tárták fel. Al-Ajn nekropolisza méhkas formájú temetkezéseiről nevezetes, a huszonegy sír különösen jó állapotban maradt meg. A barna mészkőből készült kaptársíroknak is nevezett építmények átlagosan négy méter magasak, átmérőjük körülbelül nyolc méter. Ez a temetkezési forma i. e. 3500 és i. e. 2700 között széles körben elterjedt, bizonyítva a helyi kultúra fejlettségét. El-Khutm legfontosabb emléke egy torony. A lelőhelyek összessége a legteljesebb és legjobban megismert lelőhely az i. e. 3. évezredből az Arab-félszigeten amely bemutatja a korai bronzkor temetkezési szokásainak fejlődését és változásait. |                                             |

|                              | Nyársasantilop-rezervátum |
| 1994 - 2007                  |                           |
| Természeti                   |                           |
| Hivatkozás: -                |                           |
| 2007-ben törölték a listáról |                           |

| | A tömjén földje |
| 2000 |                 |
| Kulturális (III)(IV) |                 |
| Védett terület: 849,88 ha, puffer zóna: 1243,24 ha, hivatkozás: 1010 |                 |
| A lelőhelyek egy, a neolítikumtól a késői iszlám korig virágzó civilizációnak a maradványai és az ókor egyik legdrágább luxuscikkének, a tömjéntermesztésnek és kereskedelmének állítanak emléket. A térség az ókorban az i. e. 1. századig a karavánok egyik fontos megállóhelye volt, ekkortól azonban a tömjénkereskedelem áttevődött a tengerekre. A legfontosabb célállomások a Földközi-tenger vidéke, Mezopotámia, India és Kína voltak. A tömjénkereskedelem meghatározó helye a Dzofár régió három területe volt, a Vádi-Dauka tömjénkert, ahol ma is láthatók tömjénfák, a Siszr-oázis valamint a dél-ománi kikötők, Húr Rúri és al-Balid. Egy Délnyugat-Ománban található régészeti leletcsoportot az 1990-es években fedezték fel műholdképek segítségével. Az ősi város romjai a Rub el-Háli-sivatag szélén fekszenek a mai oázisváros, Siszr közelében. A Húr Rúri lagúnán Sumhuram kikötővárosát az i. sz. 2. században alapították meg a jemeni Hadramaut Királyság fennhatósága alatt. A középkorban al-Balíd (mai nevén Szalála) viszont jelentősebb központtá fejlődött, megerősített középkori településének romjai a kutatók szerint azonos az arábiai utazók által említett Zafár kikötőjével. |                 |

| | Afládzsi öntözőrendszer |
| 2006 |                         |
| Kulturális (V) |                         |
| Védett terület: 1 455,95 ha, puffer zóna: 16 404,33 ha, hivatkozás: 1207 |                         |
| A területen az öntözéshez kapcsolható legkorábbi régészeti leletek i. e. 2500 körülre datálhatók. A szélsőségesen száraz klímájú Ománban ma is működnek hasonló öntözőrendszerek, számuk háromezer körülire tehető. A világörökségi helyszín öt csatornából (amelyek egy több ezer évvel ezelőtt létrehozott nagy kiterjedésű öntözőrendszer maradványai), valamint a csatornarendszer védelmére emelt őrtornyokból áll. Az öntözőrendszer által továbbított vizet észszerűen, az egyenlő elosztás elve alapján osztották szét, a vízelosztást napjainkban is közösségi érdekek, valamint csillagászati megfigyelések szabályozzák. A csatornák egyes szakaszai a föld alatt haladnak, ezeket ma is használják. A rendszert az Ománi-hegység lábánál fekvő kőzetekben viszonylag kis mélységben található talajvíz táplálta, amelyet alagutakon keresztül vezettek a felszínre majd eljuttatták a mezőgazdaság, valamint a háztartások számára. Az öntözőrendszernek egyetlen elosztója van, ahol a vízellátásért felelős személyek az adott helyzetnek megfelelően nyitották illetve zárták a csatornákat. |                         |

| | Kalhát ókori városa |
| 2018 |                     |
| Kulturális (II)(III) |                     |
| Védett terület:75,82 ha, puffer zóna: 170,09 ha, hivatkozás: 1537 |                     |
| Az Ománi Szultanátus keleti partján található helyszín Kalhát történelmi városrészéből, az ezt övező külső és belső városfalakból, valamint a falakon kívül kialakított nekropoliszokból áll. A falak egy 35 hektáros területet fognak közre. A város a 11. és a 15. század között a Hormuzi hercegek uralma alatt az arábiai térség keleti partvidékének legfontosabb kikötőjévé fejlődött. A történelmi városrész egyedülálló régészeti leletei alapján rekonstruálható a kereskedelmi hálózat ami Arábia keleti partja valamint Afrika, India, Kína és Délkelet-Ázsia között épült ki. A legfontosabb árucikkei a datolya, az arab telivérek, a fűszerek és az igazgyöngy voltak. Portugál támadásokat követően a települést elhagyták lakosai, jelenleg régészeti helyszín. Épületeinek maradványai egy kozmopolita középkori városra utalnak, egyes részei egykorú történetírók munkáiban is azonosíthatók. |                     |